# سينما إيطاليا
بدأت السينما الإيطالية بعد بضعة أشهر من مباشرة الإخوان لوميير عرض الصورة المتحركة. كان أول فيلم إيطالي بطول بضع ثوان، حيث ظهر البابا ليو الثالث عشر مباركاً للكاميرا. ولدت صناعة السينما الإيطالية بين 1903 و1908 مع ثلاث شركات: سوشيتا إيتاليانا سينيس وأمبروزيو فيلم وإيتالا فيلم. سرعان تبعتها شركات أخرى في ميلانو ونابولي. في وقت قصير وصلت الشركات الأولى إلى نوعية إنتاج جيدة وبيعت بعدها الأفلام الإيطالية خارج إيطاليا. استخدمت السينما لاحقاً على يد بينيتو موسوليني الذي أسس استوديو روما شينشيتا الشهير لإنتاج الدعاية الفاشية حتى الحرب العالمية الثانية.
تمثل سينما إيطاليا الأفلام المُنتجة داخل إيطاليا أو من قبل المخرجين الإيطاليين. يعتبر فيتوريو كالسينا المخرج الإيطالي الأول، وهو أحد المتعاونين مع الإخوة لوميير، اللذين صورا البابا ليون الثالث عشرعام 1896. منذ بدايتها، أثّرت السينما الإيطالية على حركات الأفلام في جميع أنحاء العالم. اعتبارًا من عام 2018، فازت الأفلام الإيطالية بـ 14 جائزة أوسكار لأفضل فيلم بلغة أجنبية (أكثر من أي دولة) وكذلك 12 جائزة سعفة ذهبية (ثاني أكثر دولة)، وجائزة أوسكار واحدة لأفضل فيلم، والعديد من جوائز الأسد الذهبي والدب الذهبي.
إيطاليا هي مسقط رأس السينما الفنية، وكان الجانب الأسلوبي للفيلم أهم عامل في تاريخ الأفلام الإيطالية. في أوائل القرن العشرين، صُنعت أفلام فنية وملحمية كأفلام مقتبسة من الكتب والمسرحيات، مثل عطيل (1906)، وآخر أيام بومبي (1908)، والجحيم (1911)، وكوو فاديس (1913)، وكابيريا (1914). استخدم صانعو الأفلام الإيطاليون تصميمات موقع معقدة، وأزياء فخمة، وميزانيات قياسية، لإنتاج أفلام رائدة. وُجدت حركة المستقبلية الإيطالية، وهي واحدة من أولى الحركات السينمائية الرائدة، في إيطاليا في أواخر عقد 1910. بعد فترة من التراجع في عشرينيات القرن الماضي، تجددت صناعة السينما الإيطالية في ثلاثينيات القرن العشرين مع وصول الفيلم الصوتي. تألف أسلوب إيطالي شهير خلال هذه الفترة، وهو الهواتف البيضاء، من أفلام كوميدية بخلفيات باهرة.
بينما قدّمت الحكومة الفاشية في إيطاليا الدعم المالي لصناعة السينما في البلاد، وعلى الأخص بناء استوديوهات شينشيتا (أكبر استوديو أفلام في أوروبا)، فقد شاركت أيضًا في الرقابة، لذا كانت العديد من الأفلام الإيطالية التي أُنتجت في أواخر الثلاثينيات من القرن الماضي أفلام بروباغندا. شهدت إيطاليا في فترة ما بعد الحرب العالمية الثانية صعود الحركة الواقعية الإيطالية المؤثرة، التي أطلقت المسيرة الإخراجية للوتشينو فيسكونتي، وروبرتو روسيليني، وفيتوريو دي سيكا. تراجعت الواقعية الجديدة في أواخر الخمسينيات لصالح أفلام أخف، مثل نوع الأفلام الإيطالية الكوميدي ومخرجين مهمين مثل فيديريكو فليني، ومايكل أنجلو أنطونيوني. حققت ممثلات نجومية دولية خلال هذه الفترة، مثل صوفيا لورين، وجيوليتا مآسينا، وجينا لولوبريجيدا.
حققت أفلام ويسترن سباغيتي شعبية في منتصف الستينيات، وبلغت ذروتها مع ثلاثية الدولار للمخرج سرجيو ليون، التي تضمنت أفلمة موسيقى غامضة للمؤلف الموسيقي إنيو موريكوني، التي أصبحت أيقونات ثقافية شائعة في نوع الأفلام الغربية. أثّرت أفلام الإثارة الإيطالية الجنسية، أو الصفراء، المُنتجة من قبل مخرجين مثل ماريو بافا وداريو أرجينتو في السبعينيات، على صنف أفلام الرعب حول العالم. خلال الثمانينيات والتسعينيات، أعاد مخرجون مثل إيرمانو أولمي، وبرناردو برتولوتشي، وجيوزبي تورنتوري، وجابرييل سالفاتوريس، وروبيرتو بينيني الأفلام المُشادة نقديًا للسينما الإيطالية.
تشتهر إيطاليا أيضًا بمهرجان البندقية السينمائي المرموق، وهو أقدم مهرجان سينمائي في العالم، يقام سنويًا منذ عام 1932 ويمنح جائزة الأسد الذهبي. في عام 2008، أنتجت أيام البندقية «أيام المؤلفين» -وهو قسم يقام بالتوازي مع مهرجان البندقية السينمائي- بالتعاون مع استوديوهات شينشيتا ووزارة التراث الثقافي قائمةً من 100 فيلم أثّر على الذاكرة الجماعية للدولة بين عامي 1942 و1978: «100 فيلم إيطالي سوف يحفظ».

## تاريخها

### السنوات المبكرة
بدأ الأخوان لوميير الفرنسيان العروض العامة في إيطاليا عام 1896: في مارس 1896، في روما وميلانو، وفي أبريل في نابولي وساليرنو وباري، وفي يونيو في ليفورنو، وفي أغسطس في برغامو وبولونيا ورافينا، وفي أكتوبر في أنكونا، وفي ديسمبر في تورينو وبيسكارا وريجيو كالابريا. أنتج متدربون لوميير أفلامًا قصيرة توثق الحياة اليومية وشرائط مصورة في أواخر تسعينيات القرن التاسع عشر وأوائل القرن العشرين. حصل المصور السينمائي الإيطالي الرائد فيلبيرو ألبريني على براءة اختراع ال «كينتوسكوب» خلال هذه الفترة.

### شينشيتا
في عام 1930، أخرج جينارو ريجلي أول فيلم ناطق باللغة الإيطالية، أغنية الحب. تُبع ذلك بفيلم الأم (1930) للمخرج أم بلاسيتي، والقيامة (1931)، وفيجارو ويومه العظيم (1931) لكامريني. أدى ظهور أجهزة الاتصال إلى رقابة أكثر صرامة من قبل الحكومة الفاشية.
خلال ثلاثينيات القرن العشرين، كانت الكوميديا الخفيفة المعروفة باسم «الهواتف البيضاء» هي السائدة في السينما الإيطالية. عززت هذه الأفلام، التي تضمنت تصاميم مواقع فخمة، القيم المحافظة واحترام السلطة، لذا تجنبت تدقيق الرقابة الحكومية.

### الواقعية الجديدة
بحلول نهاية الحرب العالمية الثانية، بدأت حركة «الواقعيين الجدد» الإيطالية في التشكل. تعاملت أفلام الواقعية الجديدة عادةً مع الطبقة العاملة على عكس أفلام الهواتف البيضاء، وصُوّرت في الموقع.

### الواقعية الجديدة الوردية والكوميديا
قيل إنه بعد فيلم أمبرتو د. لا يمكن إضافة المزيد إلى حركة الواقعية الجديدة، وربما لهذا السبب، انتهت الواقعية الجديدة بالفعل مع هذا الفيلم. تحولت الأعمال اللاحقة نحو أجواء أقل خفة، وربما أكثر تماسكًا مع الظروف المتحسنة للبلاد، وقد سمي هذا النوع الواقعية الجديدة الوردية. سمح هذا الاتجاه للممثلات الأكثر «جاهزية» بأن يحققن الشهرة، مثل صوفيا لورين، وجينا لولو بريجيدا، وسيلفانا بامبانيني، ولوسيا بوسيه، وباربرا بوشيت، وإليونورا روسي دراغو، وسيلفانا مانجانو، وفيرنا ليسي، وكلوديا كاردينالي، وستيفانيا ساندريلي. سرعان ما استبدلت الواقعية الجديدة مثل الخبز، والحب، والأحلام (1953) للمخرج فيتوريو دي سيكا والممثلة جينا لولو بريجيدا، بأفلام من النوع الكوميدي، وهو نوع مميز، نشأ بالأساس بنمط فكاهي، ولكن تحدّث بدلًا من ذلك عن مواضيع اجتماعية مهمة.

### هوليوود على نهر التيبر
في أواخر الأربعينيات، بدأت استوديوهات هوليوود في تحويل الإنتاج خارجًا إلى أوروبا. كانت إيطاليا، إلى جانب بريطانيا، واحدة من الوجهات الرئيسية لشركات الأفلام الأمريكية.

### بيبلوم(المعروف بالسيف والصندل)
اكتسبت صناعة السينما الإيطالية مع إصدار فيلم هرقل عام 1958 من بطولة لاعب كمال الأجسام الأمريكي ستيف ريفز دخولًا لسوق الأفلام الأمريكية. كانت هذه الأفلام، التي كان للكثير منها موضوعات أسطورية أو من الكتاب المقدس، أفلام مغامرة درامية وأزياء منخفضة الميزانية، وكان لها جاذبية فورية مع الجماهير الأوروبية والأمريكية.

### ويسترن سباغيتي
نشأ نوع أفلام الويسترن سباغيتي في أعقاب موضة أفلام البيبلوم، وكان شائعًا في إيطاليا وأماكن أخرى. اختلفت هذه الأفلام عن الغربية التقليدية بكونها صُورت في أوروبا بميزانيات محدودة، لكنها عرضت تصويرًا سينمائيًا قويًا.

### جيالو -الأفلام الصفراء (إثارة/رعب)
خلال الستينيات والسبعينيات، طور صانعو الأفلام الإيطاليون ماريو بافا، وريكاردو فريدا، وأنطونيو مارجريتي، وداريو أرجنتو أفلام رعب جيالو التي أصبحت كلاسيكية وأثرت على النوع في بلدان أخرى. من الأفلام الممثلة عن هذا النوع: الأحد الأسود، وقلعة الدم، وخليج الدم، والطائر ذو الريش الكريستالي، وأحمر عميق.

### بوليزيوتيسكو
أفلام بوليزيوتيسكو (بالإيطالية: Poliziotteschi) تمثل نوعًا فرعيًا من أفلام الجريمة والإثارة التي ظهرت في إيطاليا في أواخر الستينيات ووصلت إلى ذروة شعبيتها في السبعينيات. تُعرف أيضًا باسم قصص المحققين الإيطالية، والجريمة الأوروبية، جرائم إيتالو، وجرائم السباغيتي، أو ببساطة أفلام الجريمة الإيطالية. مثّل الممثلون الدوليون البارزون في هذا النوع من الأفلام، مثل آلان ديلون، وهنري سيلفا، وفريد ويليامسون، وتشارلز برونسون، وتوماس ميليان وغيرهم من النجوم الدوليين.

### أزمة الثمانينيات
بين أواخر السبعينيات ومنتصف الثمانينيات، كانت السينما الإيطالية في أزمة؛ أصبحت «الأفلام الفنية» معزولة بشكل متزايد، وانفصلت عن السينما الإيطالية السائدة.
من بين الأفلام الفنية المهمة في هذه الفترة مدينة النساء، وتبحر السفينة، وجينجر وفريد لفيديريكو فليني، وشجرة القباقيب الخشبية لإيرمانو أولمي (الحاصل على جائزة السعفة الذهبية في مهرجان كان السينمائي)، وليلة التقاط النجوم لباولو وفيتوريو تافياني، وتعريف امرأة لأنطونيوني، وجسم بيانكا الجميل وانتهى القداس لناني موريتي. على الرغم من كونها ليست إيطالية بالكامل، صدر في هذه الفترة أيضًا فيلما الإمبراطور الأخير لبرتولوتشي الفائز ب 9 جوائز أوسكار، وحدث ذات مرة في أمريكا لسيرجيو ليون

### 1990 حتى الآن
ساعد جيل جديد من المخرجين في عودة السينما الإيطالية إلى مستوى جيد منذ نهاية الثمانينيات. ربما يكون الفيلم الأكثر شهرة في تلك الفترة هو سينما باراديزو الجديدة، الذي حاز فيه جوزيبي تورناتوري على جائزة الأوسكار عام 1989 (مُنحت في عام 1990) لأفضل فيلم بلغة أجنبية. عقبَ هذه الجائزة فوز الأبيض المتوسط لجابرييل سالفاتوريس بنفس الجائزة عام 1991. حصد ساعي البريد (1994) من إخراج وبطولة ماسيمو ترويسي خمسة ترشيحات في جوائز الأوسكار، وفاز بجائزة أفضل موسيقى تصويرية. حُقق نجاح آخر في عام 1998 عندما فاز روبيرتو بينيني بثلاث جوائز أوسكار عن فيلمه الحياة جميلة (أفصل ممثل، أفضل فيلم أجنبي، أفضل موسيقى). في عام 2001، حصل فيلم ناني موريتي غرفة الابن على جائزة السعفة الذهبية في مهرجان كان السينمائي.
تلقّى فيلم نادني باسمك (2017)؛ ختام ثلاثية لوكا جوادانيينو المتمحورة حول فكرة الرغبة، واللاحق لفيلمي أنا الحب (2009)، ودفقة كبيرة (2015)؛ إشادة نقدية واسعة النطاق والعديد من الأوسمة، بما في ذلك جائزة الأوسكار لأفضل سيناريو مقتبس في 2018.

## معرض صور

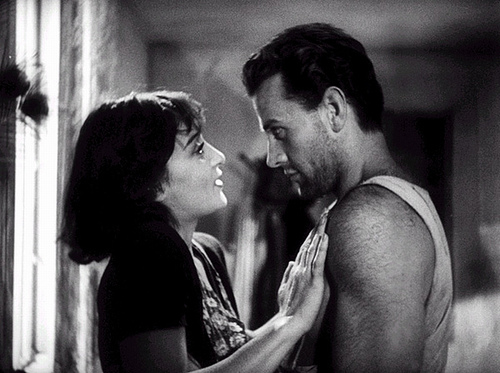
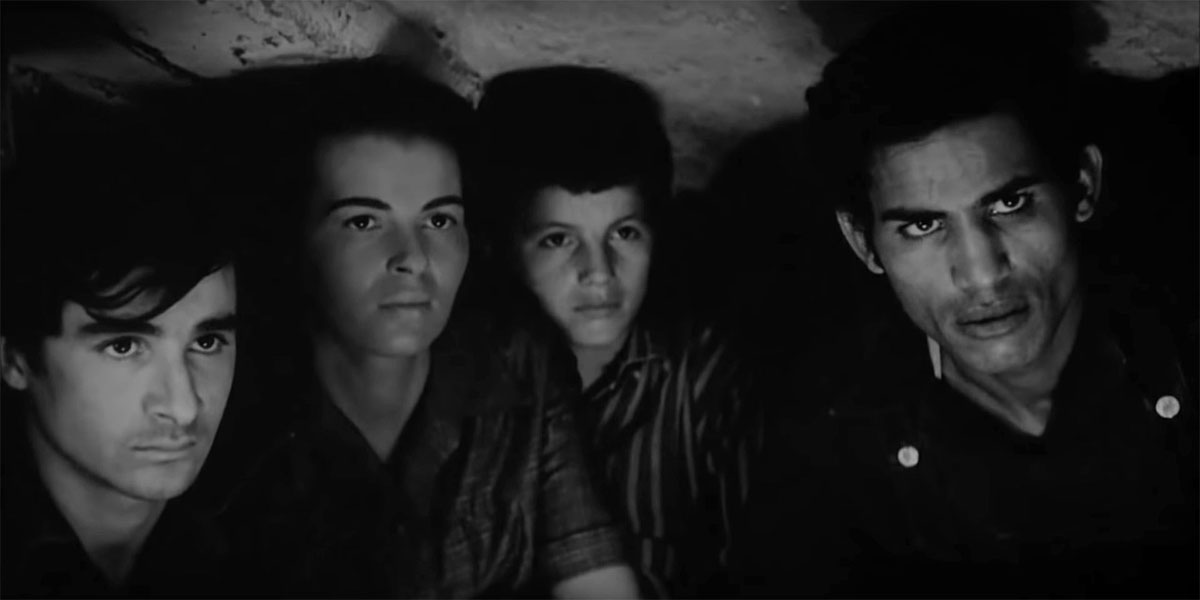
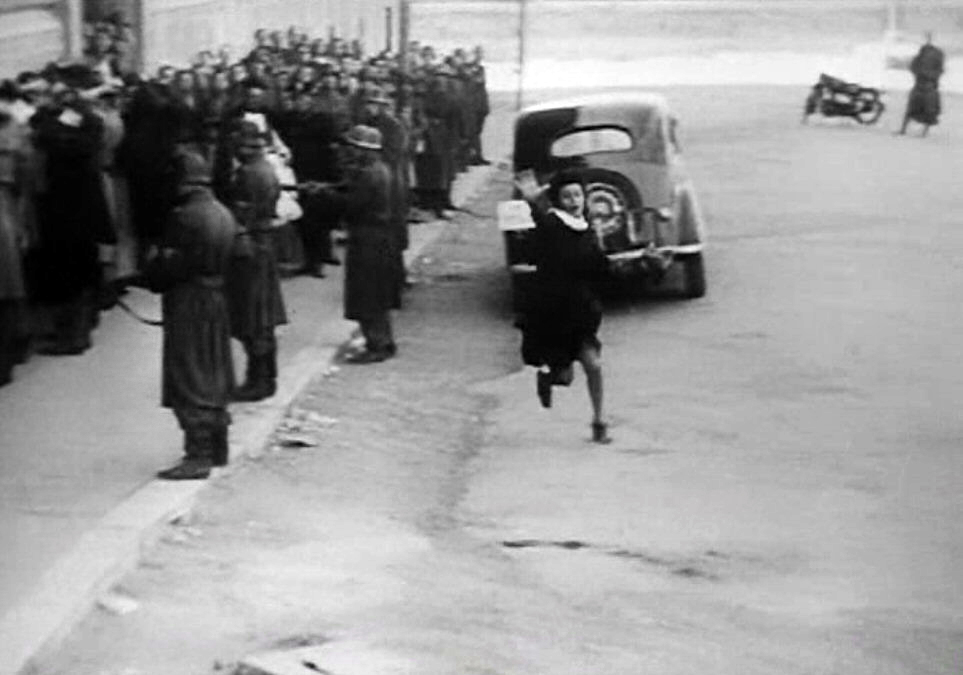
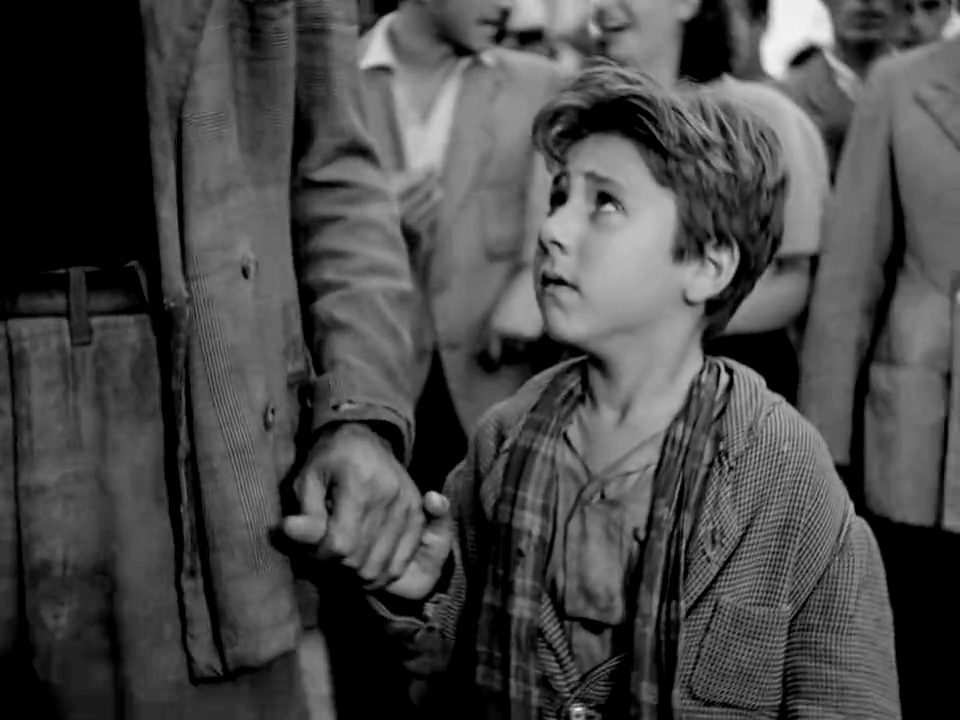